# Solenne Mary
Solenne Mary (ur. 2 marca 1981 w Saint-Martin-d’Hères) – francuska szablistka, trzykrotna medalistka mistrzostw świata.
W 1997 roku zdobyła brąz w indywidualnej rywalizacji kadetek na mistrzostwach świata juniorów na Teneryfie. Na rozgrywanych rok później mistrzostwach świata juniorów w Valencii zdobyła złoto indywidualnie.
Podczas mistrzostw świata w Turynie w 2006 roku Francuzki w składzie: Anne-Lise Touya, Léonore Perrus, Cécile Argiolas i Solenne Mary zdobyły drużynowo złoty medal. W tej samej konkurencji zdobyła następnie srebrny medal na mistrzostwach świata w Antalyi (2009) oraz brązowy na mistrzostwach świata w Paryżu (2010). 
Wystartowała na igrzyskach olimpijskich w Pekinie w 2008 roku, gdzie była czwarta drużynowo. Był to jej jedyny start olimpijski.
Zdobyła brązowe medale w rywalizacji drużynowej na mistrzostwach Europy w Izmirze (2006) i mistrzostwach Europy w Kijowie (2008). Ponadto była też trzecia w zawodach indywidualnych na mistrzostwach Europy w Płowdiwie (2009).